# سایوز تی‌ام‌ای-۱۰
سایوز-تی‌ام‌ای-۱۰ (به روسی: Союз )(به معنای اتحاد) یک مأموریت سرنشین دار سازمان ملی فضانوردی روسیه به سمت ایستگاه فضایی بین‌المللی محسوب می شود.

همچنین فضاپیمای این مأموریت وظیفه ارسال و بازگرداندن تعدادی از فضانوردان گروه اعزامی ۱۵ را نیز بر عهده داشت. هنگام بازگشت به دلیل مشکلات پیش آمده برای ماژول فرود٬ فضانوردان به شکل بالستیک وارد جو زمین شدند.

## خدمه مأموریت
| شماره | نام             | ملیت     | تعداد پرواز | نقش عملیاتی  | تصویر |
| 1     | اولگ کوتوف      | روسیه    | ۱           | فرمانده      |       |
| 2     | فیودور یورچیخین | روسیه    | ۲           | مهندس پرواز  |       |
| 3     | چارلز سیمونیی   | مجارستان | ۱           | گردشگر فضایی |       |

## نگارخانه

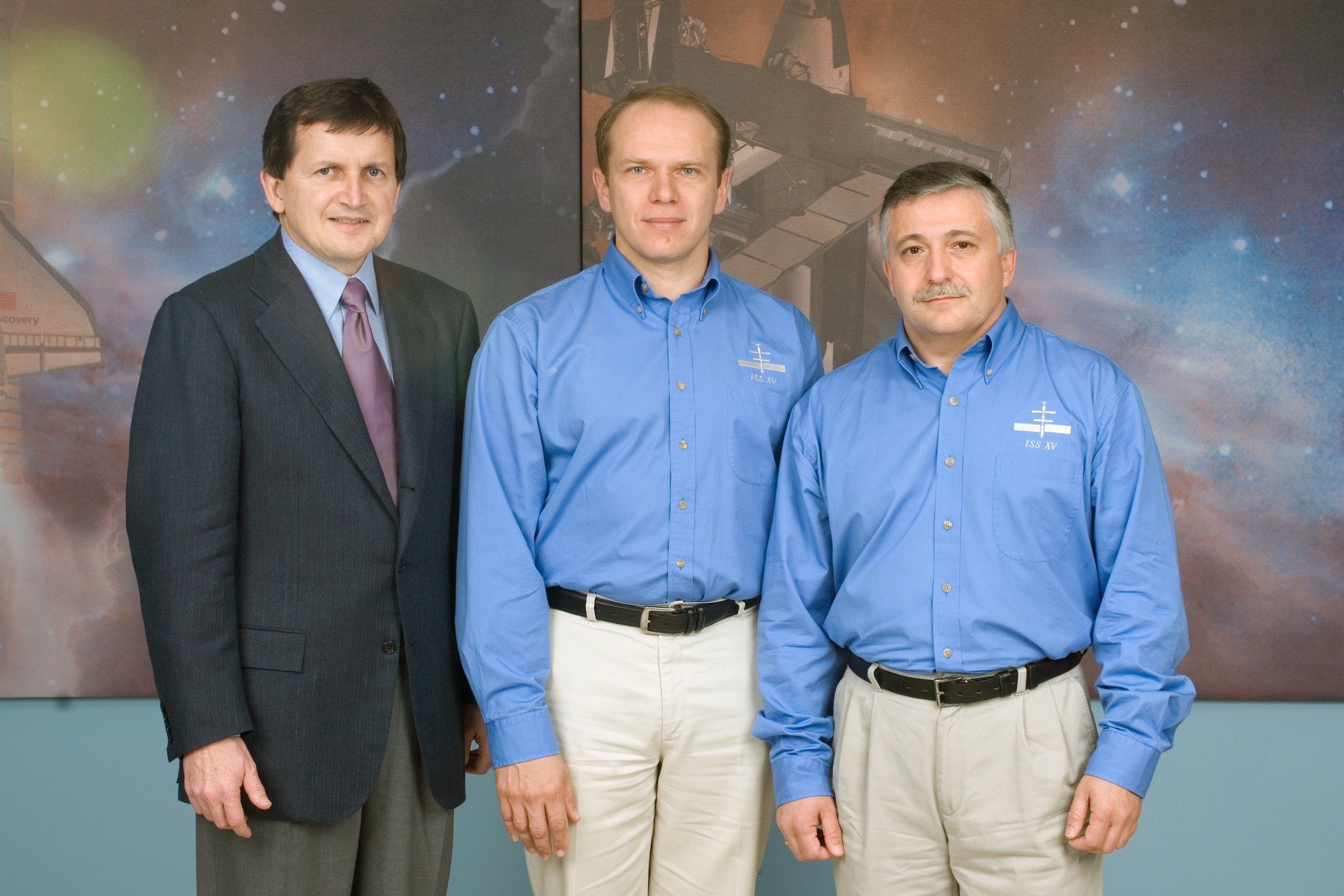
فضانوردان تی‌ام‌ای-۱۰
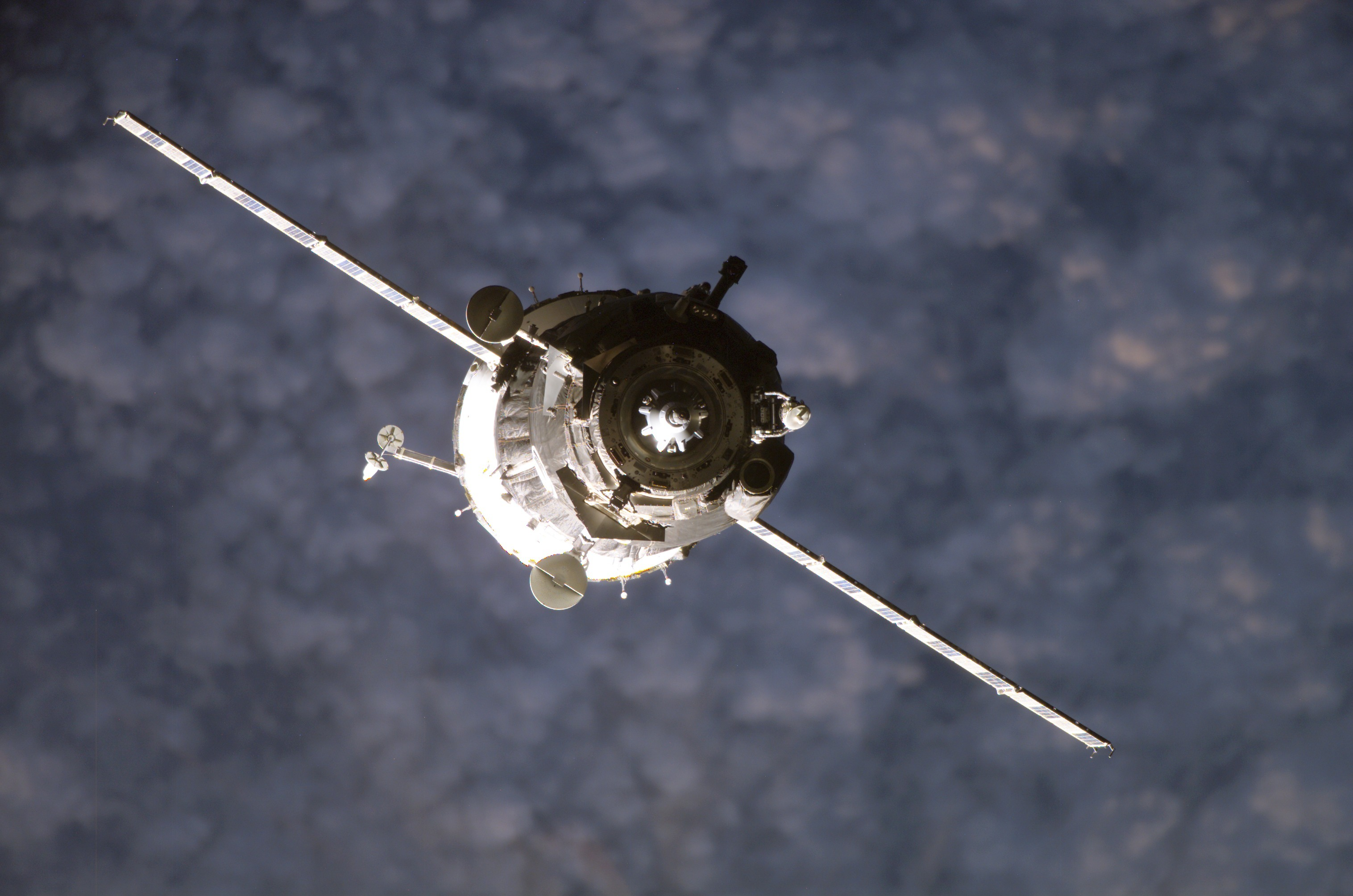
تی‌ام‌ای-۱۰ در تلاش برای پهلوگیری با ایستگاه